# Castillo de Egmont
El castillo de Egmont (en neerlandés: Egmontkasteel o Kasteel van Egmont) es un castillo en la ciudad flamenca de Zottegem en Bélgica. Ha sido declarado monumento cultural.

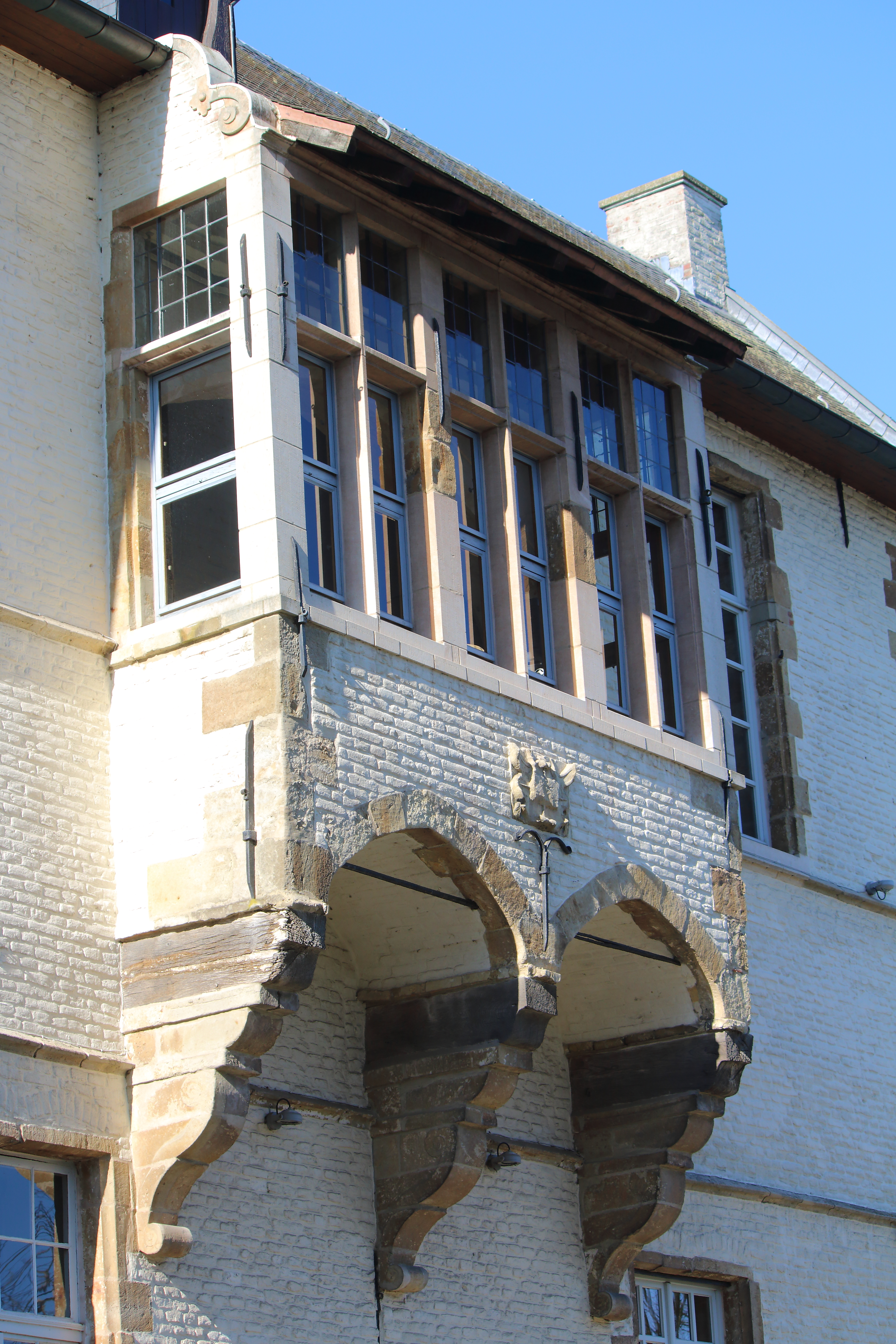
Castillo de Egmont en Zottegem

## Historia
La historia del castillo remonta al siglo XI cuando los nobles de Zottegem construyeron una mota castral (Zottegem se cita por primera vez en un documento del 1083). Alrededor del año 1150 se construyó una iglesia romana en el castillo. Los restos de esta iglesia se pueden ver todavía en el parque arqueológico de Egmont.  El castillo pasó a manos de la casa de Antoing y la casa de Melun (siglos XII y XIII) y a la casa de Luxemburgo-Fiennes (siglo XV). En 1452 se asedió y se destruyó el castillo durante la revolución de los ganteses contra el duque de Borgoña. En 1477 se reconstruyó el castillo. Carlos I de España visitó el castillo de Egmont el 19 de mayo de 1516. A partir del 1530 el castillo pasó a manos de la casa de Egmont. Lamoral Conde de Egmont hizo renovar la sala de los caballeros (Ridderzaal en neerlandés).
 En septiembre de 1566 Lamoral mudó al castillo de Egmont.  El 7 de septiembro de 1566 Egmont escribió una carta a Guillermo de Orange desde el castillo.
Después de la decapitación del conde de Egmont en la Plaza Mayor de Bruselas en 1568, el castillo fue confiscado por Felipe II hasta 1577. Durante la guerra de Flandes el castillo fue dañado (en 1570, 1579 y 1580). Tropas francesas dañaron el castillo en 1645, 1685 y también en 1671 y 1684 durante la Guerra de Sucesión española. Las tropas francesas se alojaron en el castillo durante la Guerra de los Nueve Años en 1690 y 1697. 
En 1707 el castillo pasó a manos de la casa Egmont-Pignatelli.  Partes del castillo fueron demolidas después de 1747. En 1797 los franceses confiscaron el castillo. Se vendió al barón Lefèbvre de Tournai y en 1815 el castillo se dividió en dos partes. En 1867 el propietario Julien Ceuterick hizo añadir una fachada de estilo neorenacentista (arquitecto Emile Van Hoecke-Peeters).
La ciudad de Zottegem compró las dos partes del castillo en 1957 y 1965. Se utilizó como hospital, escuela y galería de arte. Desde 1982 el castillo de Egmont alberga la biblioteca de la ciudad.
Se restauró el castillo entre 1994 y 1997 y otra vez entre 2022 y 2024. En el parque de Egmont se encuentran los restos arqueológicos de la iglesia, del foso y del puente levadizo. La  estatua del Conde de Egmont (hierro forjado, escultor Jan Robert Calloigne, 1872) se yergue delante del castillo.

## Galería de imágenes

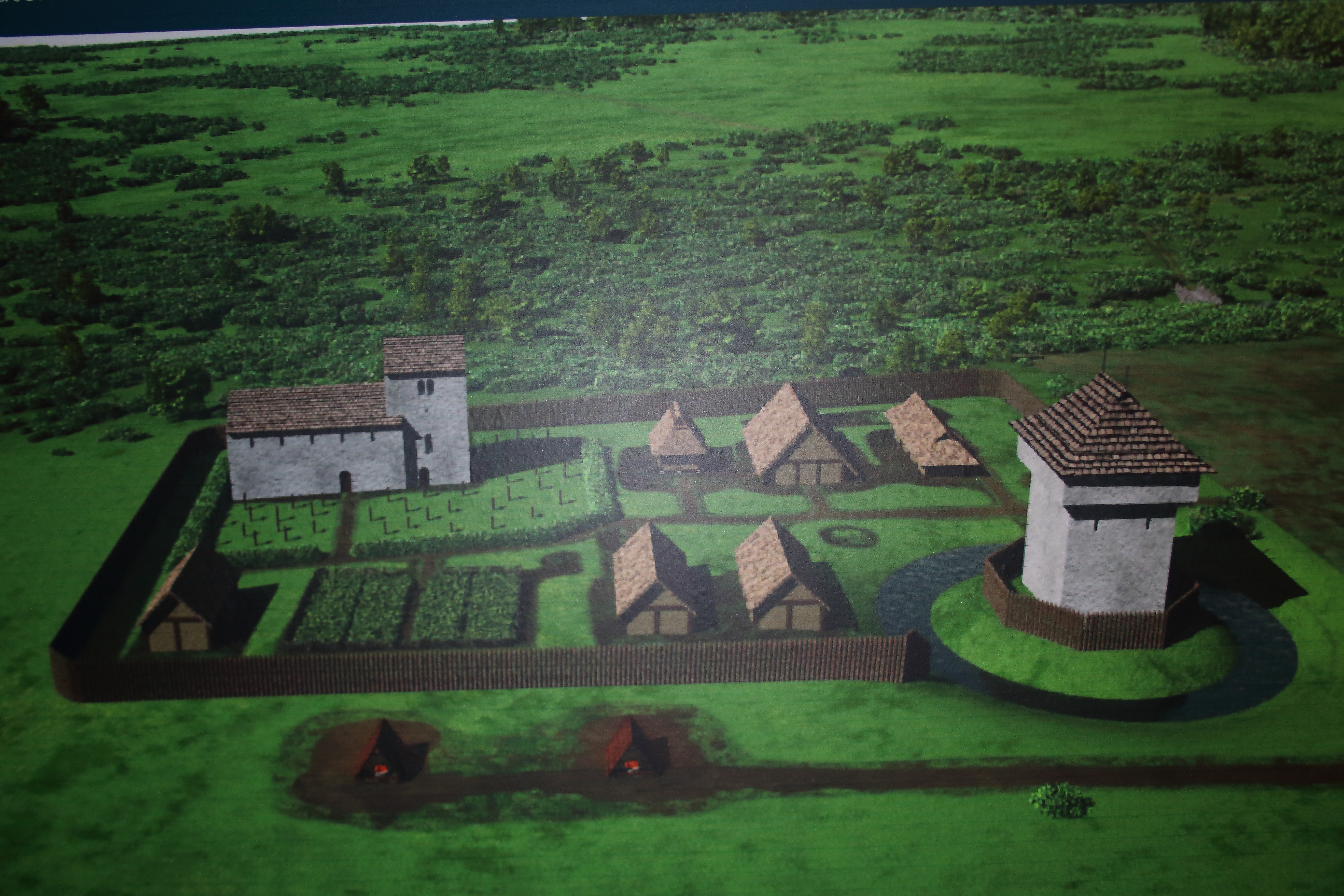
Reconstrucción del castillo en el siglo XII
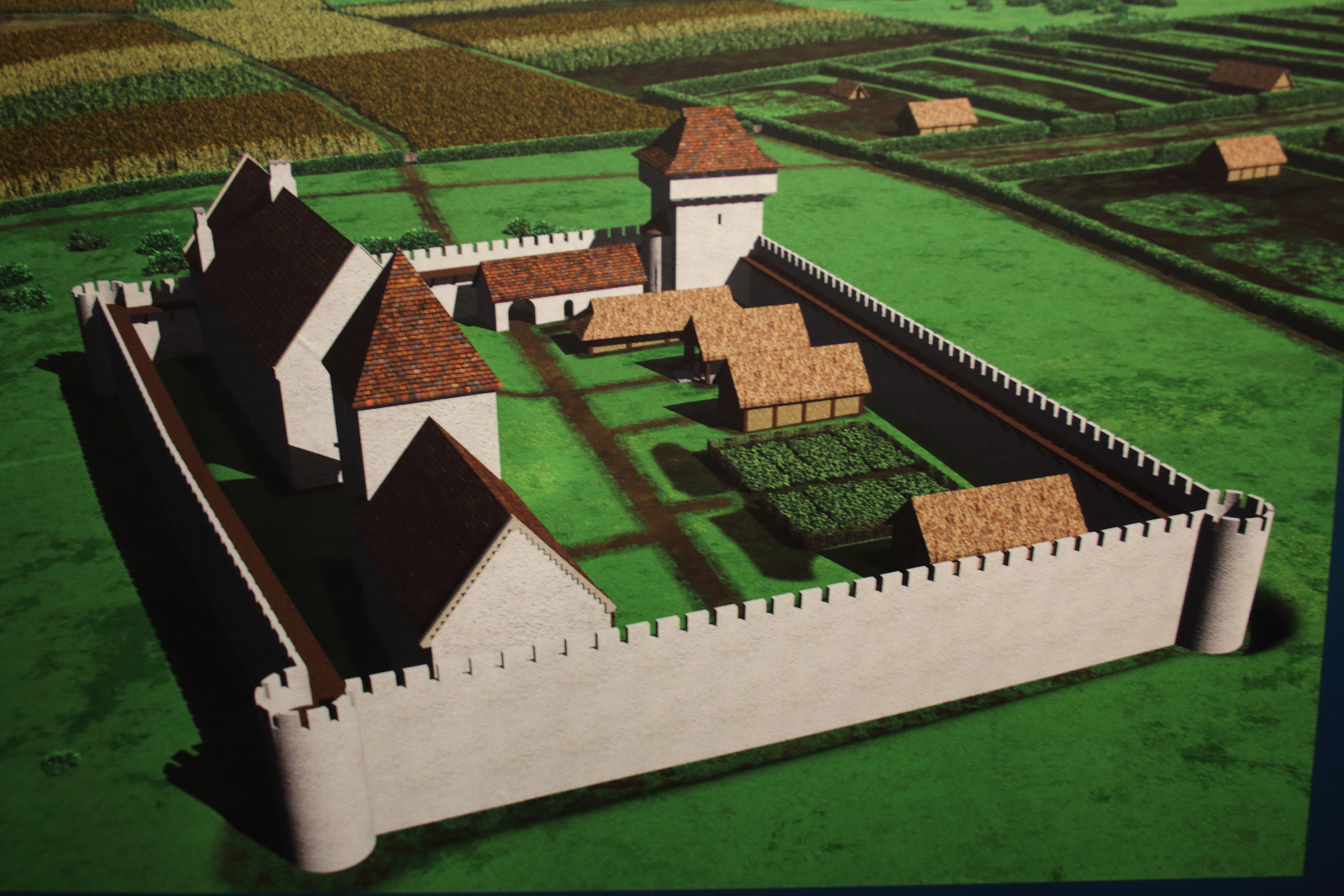
Reconstrucción del castillo en el siglo XIV
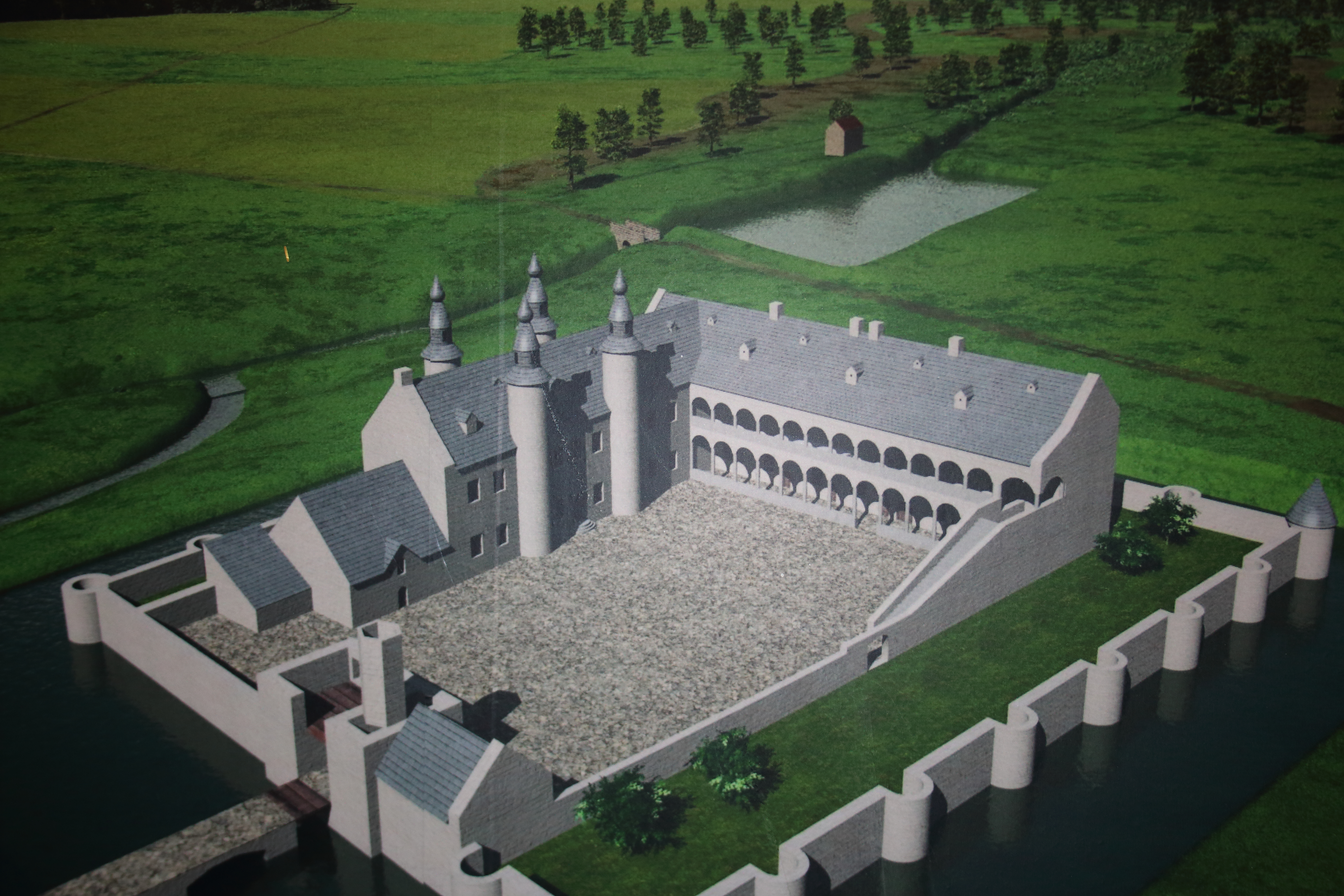
Reconstrucción del castillo en el siglo XVII
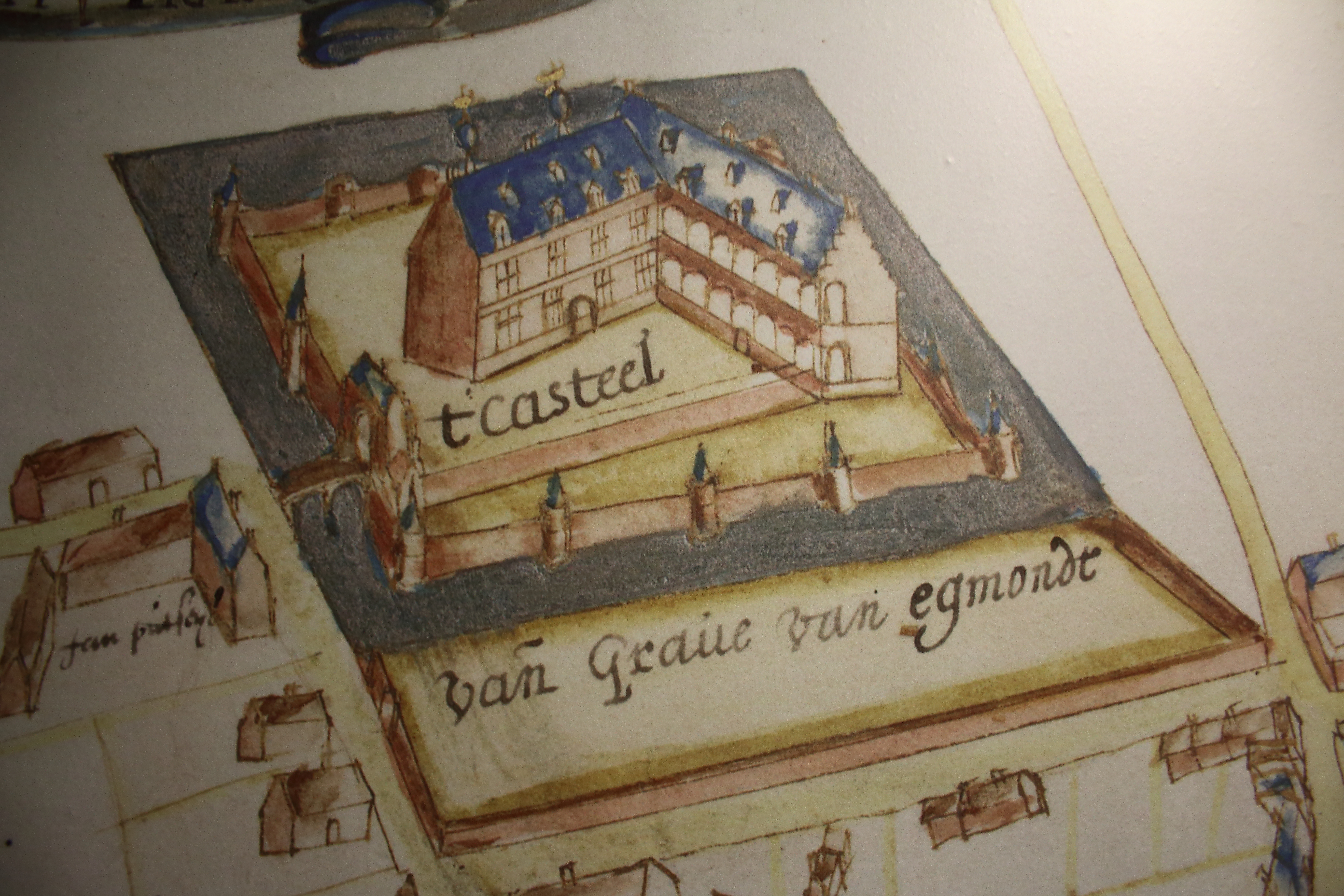
El castillo en 1629
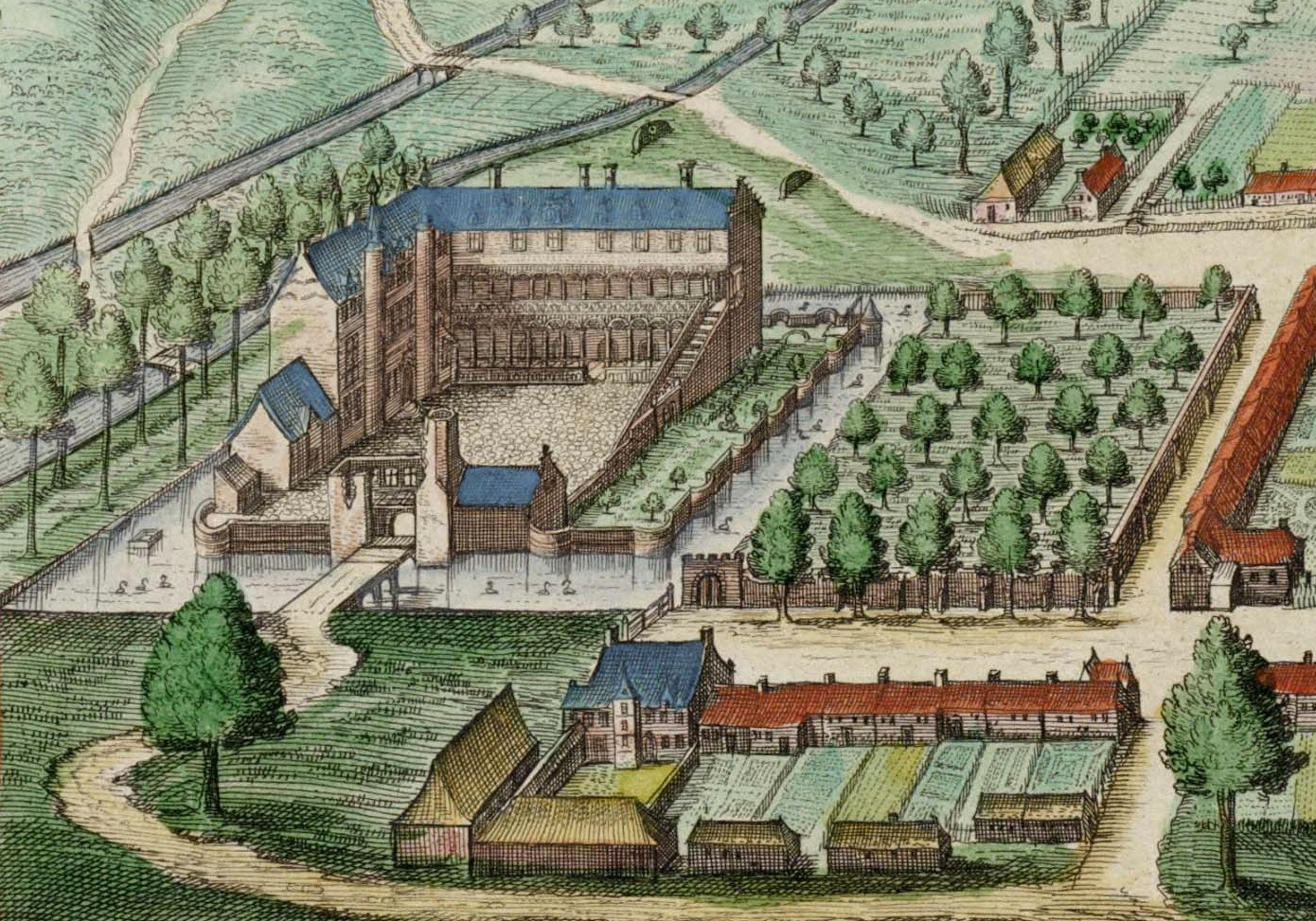
El castillo en 1643
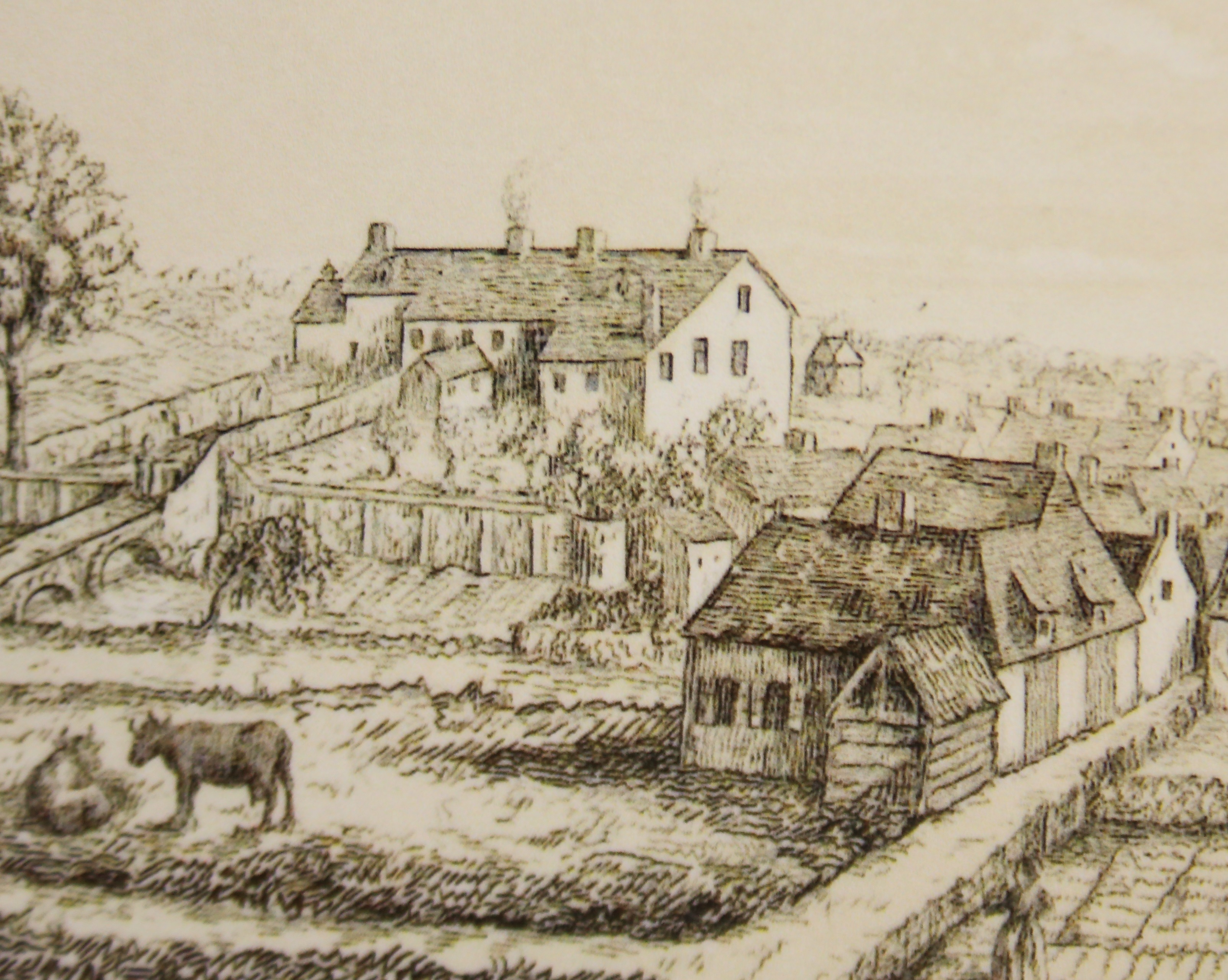
El castillo en 1853
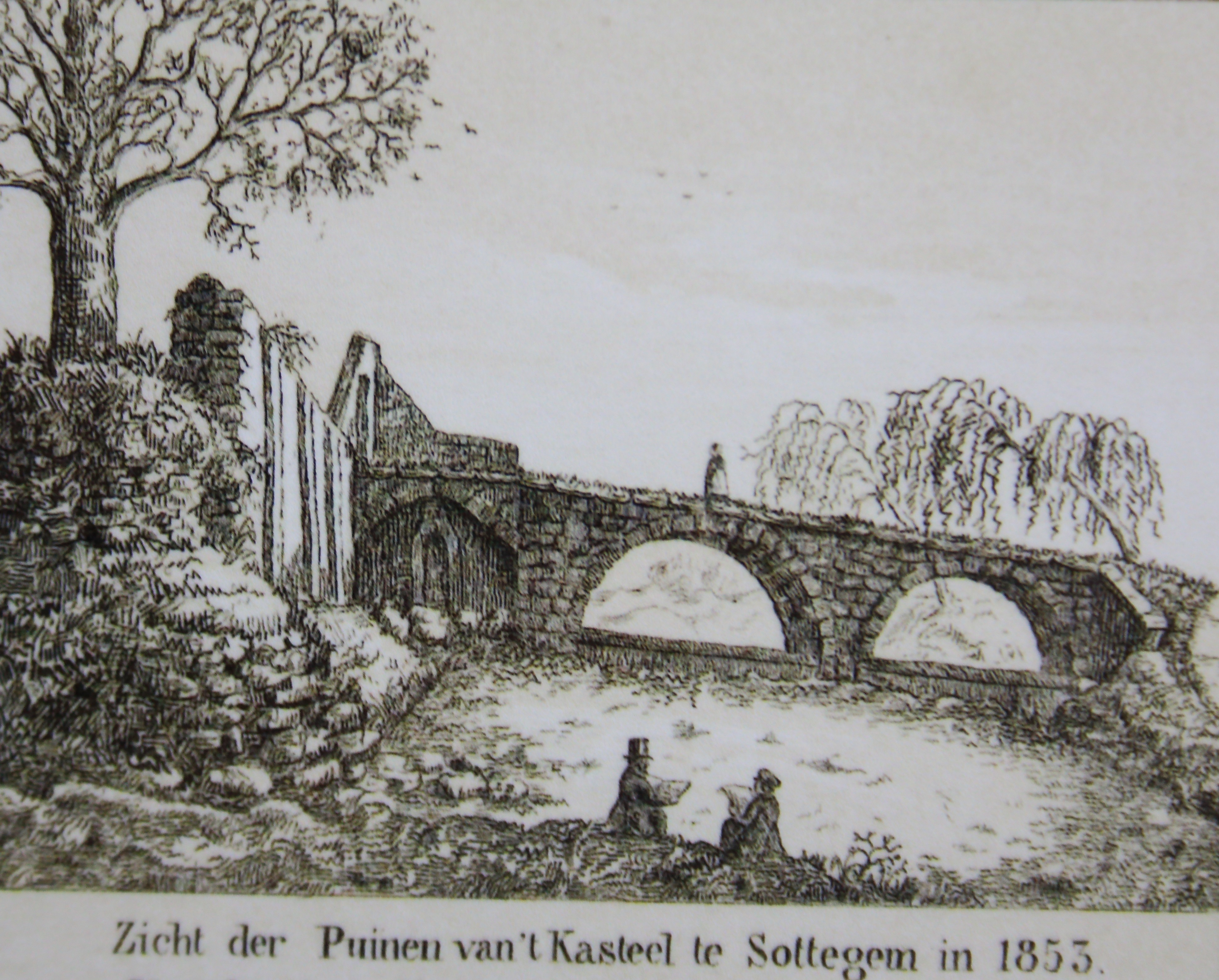
El puente del castillo en 1853
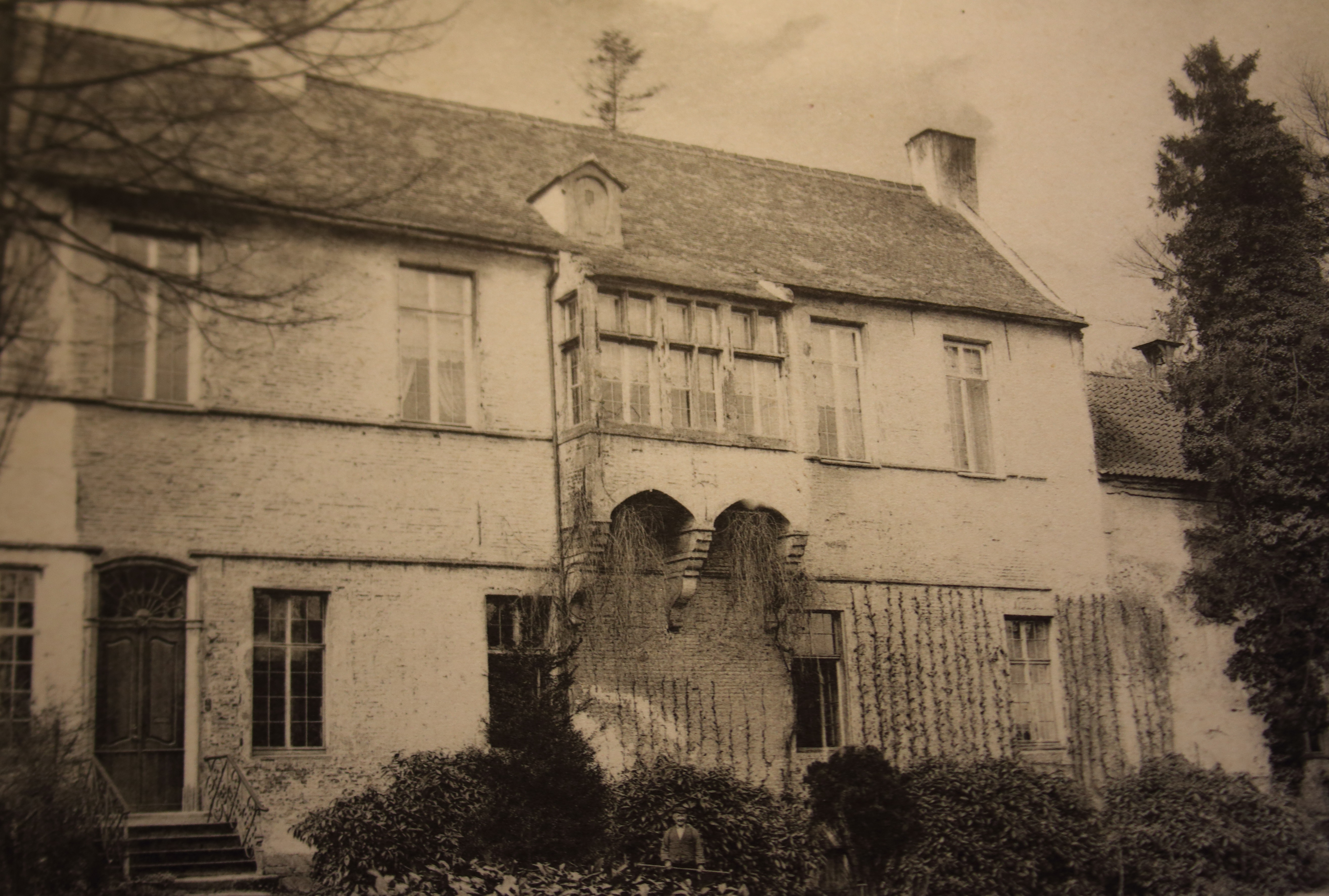
El castillo al inicio del siglo XX
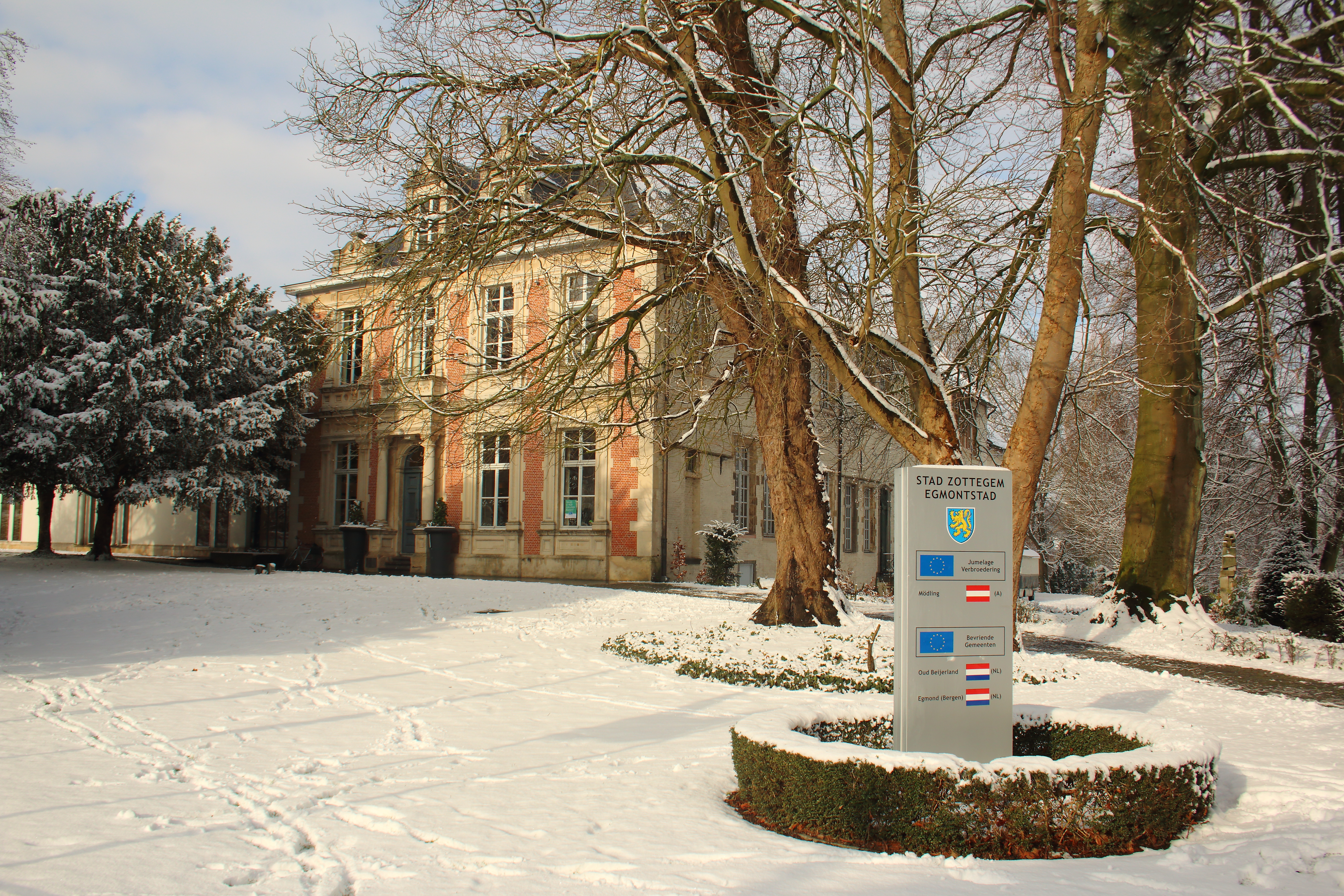
El castillo en 2019
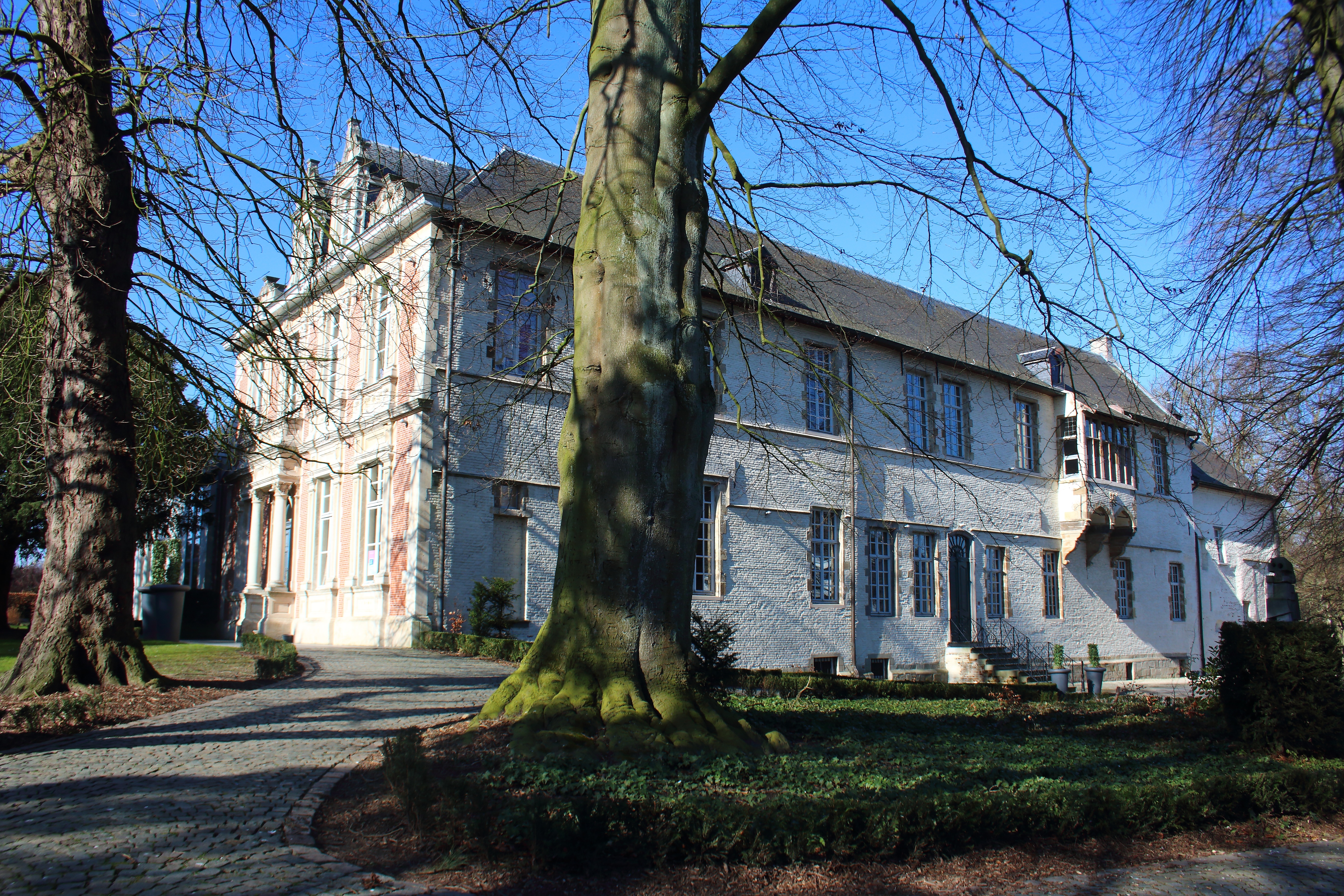
El castillo de Egmont y el parque de Egmont